# Райсемёновский сельский округ
Райсемёновский сельский округ — упразднённая административно-территориальная единица, существовавшая на территории Серпуховского района Московской области в 1994—2006 годах.
Райсемёновский сельсовет был образован в первые годы советской власти. По данным 1921 года он входил в состав Пригородной волости Серпуховского уезда Московской губернии.
В 1926 году Райсемёновский с/с включал село Райсемёновское, деревни Ивантиново и Станково, а также школу и совхоз.
В 1929 году Райсемёновский с/с был отнесён к Серпуховскому району Серпуховского округа Московской области.
25 января 1952 года из Игнатьевского с/с в Райсемёновский было передано селение Игнатьево.
14 июня 1954 года Райсемёновский с/с был упразднён, а его территория передана в Глубоковский с/с.
3 марта 1993 года Съяновский с/с был переименован в Райсемёновский с/с.
3 февраля 1994 года Райсемёновский с/с был преобразован в Райсемёновский сельский округ.
В ходе муниципальной реформы 2004—2005 годов Райсемёновский сельский округ прекратил своё существование как муниципальная единица. При этом деревня Станково была передана в городское поселение Пролетарский, а остальные населённые пункты — в сельское поселение Дашковское. К началу проведения муниципальной реформы в состав округа входили следующие населенные пункты:
- Биобаза-2
- Верхнее Шахлово
- Вихрово
- Воронино
- Ивантиново
- Игнатьево
- Клеймёново
- Лисенки
- Нижнее Шахлово
- Новосёлки
- Райсемёновское
- Рудаково
- Сидоренки
- Скрёбухово
- Станково
- Съяново-2
- Тверитино
- Терехунь

29 ноября 2006 года Райсемёновский сельский округ исключён из учётных данных административно-территориальных и территориальных единиц Московской области.